# قرار مجلس الأمن التابع للأمم المتحدة رقم 1291
قرار مجلس الأمن التابع للأمم المتحدة رقم 1291، المتخذ بالإجماع في 24 شباط / فبراير 2000، بعد الإشارة إلى القرارات 1234 (1999) و1258 (1999) و1273 (1999) و1279 (1999) بشأن الحالة في جمهورية الكونغو الديمقراطية، وسّع المجلس نطاق بعثة الأمم المتحدة في جمهورية الكونغو الديمقراطية لتشمل مهام إضافية ومدد ولايتها حتى 31 آب / أغسطس 2000.

## القرار

### أعمال
تم تذكير جميع الأطراف بالتزاماتهم بموجب اتفاق وقف إطلاق النار الموقع في لوساكا. وأذن المجلس بنشر ما يصل إلى 5337 جنديًا في بعثة منظمة الأمم المتحدة في جمهورية الكونغو الديمقراطية بما في ذلك ما يصل إلى 500 مراقب عسكري. كان للبعثة الموسعة الولاية التالية:
(أ) رصد تنفيذ اتفاق وقف إطلاق النار؛
(ب) البقاء على اتصال مستمر مع المقار الميدانية للقوات العسكرية لجميع الأطراف؛
(ج) وضع خطة عمل لتنفيذ اتفاق وقف إطلاق النار في غضون 45 يوماً؛
(د) العمل من أجل الإفراج عن أسرى الحرب؛
(هـ) الإشراف والتحقق من فض الاشتباك وإعادة انتشار القوات؛
(و) رصد الامتثال لاتفاق وقف إطلاق النار فيما يتعلق بالأسلحة والذخيرة والعتاد للجماعات المسلحة؛
(ز) تيسير المساعدة الإنسانية ورصد حقوق الإنسان؛
(ح) التعاون مع ميسر الحوار؛
(ط) نشر خبراء الأعمال المتعلقة بالألغام والاضطلاع بأنشطة الأعمال المتعلقة بالألغام.
ووفقاً للفصل السابع من ميثاق الأمم المتحدة، أُذن لبعثة منظمة الأمم المتحدة في جمهورية الكونغو الديمقراطية باتخاذ إجراءات لضمان حرية تنقلها وحماية المدنيين من تهديد وشيك. وأدان المجلس المذابح وأعرب عن قلقه إزاء التدفقات غير المشروعة للأسلحة والاستغلال غير المشروع للموارد في جمهورية الكونغو الديمقراطية.
وأخيرا، طُلب من الأمين العام كوفي عنان تقديم تقرير كل 60 يوما عن تنفيذ القرار الحالي ومواصلة التخطيط لعمليات نشر إضافية لبعثة الأمم المتحدة في جمهورية الكونغو الديمقراطية.

## روابط خارجية
- نص القرار في undocs.org